# Кирилл I (патриарх Константинопольский)
Патриа́рх Кири́лл I (греч. Πατριάρχης Κύριλλος Α΄, в миру Константи́н Лу́карис греч. Κωνσταντίνος Λούκαρις; 13 декабря 1570, Кандия, Крит — 28 июня 1638, Константинополь) — патриарх Александрийский (1602—1621) и Константинопольский (1612, 1620—1623, 1623—1633, 1633—1634, 1634—1635, 1637—1638).

## Биография
Родился в 1572 году на острове Крит, взят был на воспитание своим дядей, александрийским патриархом Мелетием Пигой. Учился в греческой коллегии в Венеции и в Падуанском университете. Был начальником греческого монастыря на острове Крит, потом учителем греческого языка и ректором острожского училища. На Брестском соборе 1596 года, провозгласившем унию западнорусской православной церкви с Римом, присутствовал в качестве экзарха александрийского патриарха. В 1597 году Мелетий Пигас, временно управляя Константинопольской церковью, объявил русских епископов, принявших унию, низложенными, а до поставления новых епископов назначил Кирилла одним из наместников вселенского престола в Киевской митрополии; но тот был вынужден оттуда спастись бегством, после чего посетил Виттенберг, Женеву и другие центры Западной Европы. Когда польский король Сигизмунд III обратился к Мелетию Пиге за содействием к умиротворению Юго-Западной Руси, волновавшейся по поводу введения унии, патриарх в 1600 году послал в качестве своего уполномоченного Кирилла, который, ничего не успев сделать, скоро вынужден был вернуться в Александрию, где в 1602 году избран был на патриарший престол преемником Мелетия Пиги. В 1621 году Кирилл сделался патриархом константинопольским. Своё управление константинопольской патриархией Кирилл ознаменовал неустанной борьбой с иезуитами, которых поддерживал французский посланник, тогда как патриарх встречал поддержку в представителях протестантских Голландии, Англии и Швеции. Происки врагов привели к тому, что Кирилл четыре раза был лишён престола турецким правительством, но через короткое время вновь возвращал его и даже добился формального изгнания иезуитов из пределов Турции.
Кирилл поддерживал в качестве патриарха деятельные сношения и с Малой Русью. В 1623 году он утвердил луцкое церковное братство и дал его училищу устав, послуживший образцом для других братских школ. Благодаря близким сношениям Кирилла с протестантами, Британский музей владеет александрийским кодексом.
В 1627 году Кирилл основал в Константинополе типографию для печатания духовных книг, в том числе полемических сочинений против католиков. Наконец враги Кирилла обвинили его перед турецким правительством в том, что казаки захватили Азов по внушению патриарха, который ждёт только прибытия этих своих единоверцев к Константинополю, чтобы поднять греков против турок. По повелению султана Мурада IV Кирилл был 28 июня 1638 года задушен, а тело его — брошено в море.

## «Восточное исповедание христианской веры»
В 1629 году в Женеве появилось на латинском языке, с именем Кирилла, «Восточное исповедание христианской веры» 1631 года, содержащее в себе кальвинистское учение; в 1633 году оно вышло и на греческом языке. Константинопольский собор 1638 года предал анафеме как исповедание это, так и Кирилла, но Иерусалимский собор 1672 года, специально занимавшийся делом Кирилла, совершенно оправдал его, засвидетельствовав, что Константинопольский собор проклял Кирилла не потому, что считал его автором исповедания, а за то, что Кирилл не написал опровержения на это приписываемое ему сочинение.
Западные исследователи продолжали настаивать на кальвинизме Кирилла, ссылаясь не только на это исповедание, но и на обширную переписку его с протестантскими учёными (особенно на письма 1618—1620 годов к голландцу Вильгельму). Переписка Кирилла (Лукариса), в которой он подтверждал своё авторство «Восточного исповедания…», и сличение автографа «Восточного исповедания…» с его письмами не оставили сомнения в том, что подлинным автором является сам Кирилл (Лукарис). Однако вплоть до конца XX века подавляющая часть греческих и русских учёных (И. И. Малышевский, архимандрит Арсений (Брянцев), В. Я. Малахов, Георгий Михайлидис, Н. Д. Тальберг) отрицала подлинность «Исповедания…». Так, Арсений (Брянцев) указывал на 50 писем Кирилла к царю Михаилу Фёдоровичу и Патриарху Московскому Филарету, хранящиеся в главном архиве российского министерства иностранных дел и свидетельствующие о приверженности Кирилла православию, а также на грамоту его 1622 года, в которой он говорит о протестантизме как о богохульном вероучении. Следствием стала канонизация Кирилла в 2009 году Александрийским Патриархатом.

## Канонизация
Официальное прославление Кирилла Лукариса состоялось по решению Священного Синода Александрийского патриархата 6 октября 2009 года, а его память отмечается 27 июня.
11 февраля 2022 года был канонизирован решением Священного Синода Константинопольского Патриархата.

## Работы
- «Τόμος» Κυρίλλου Λουκάρεως, Πατριάρχου ᾿Αλεξανδρείας, ἐν Τριγοβύστῳ τῆς Μολδαβίας 1616
- Восточное исповедание христианской веры
- Грамота Константинопольского патриарха к царю Михаилу Феодоровичу и к патриарху Филарету Никитичу от 8 декабря 1634 года